# المصاعد الزائدة عن الحاجة

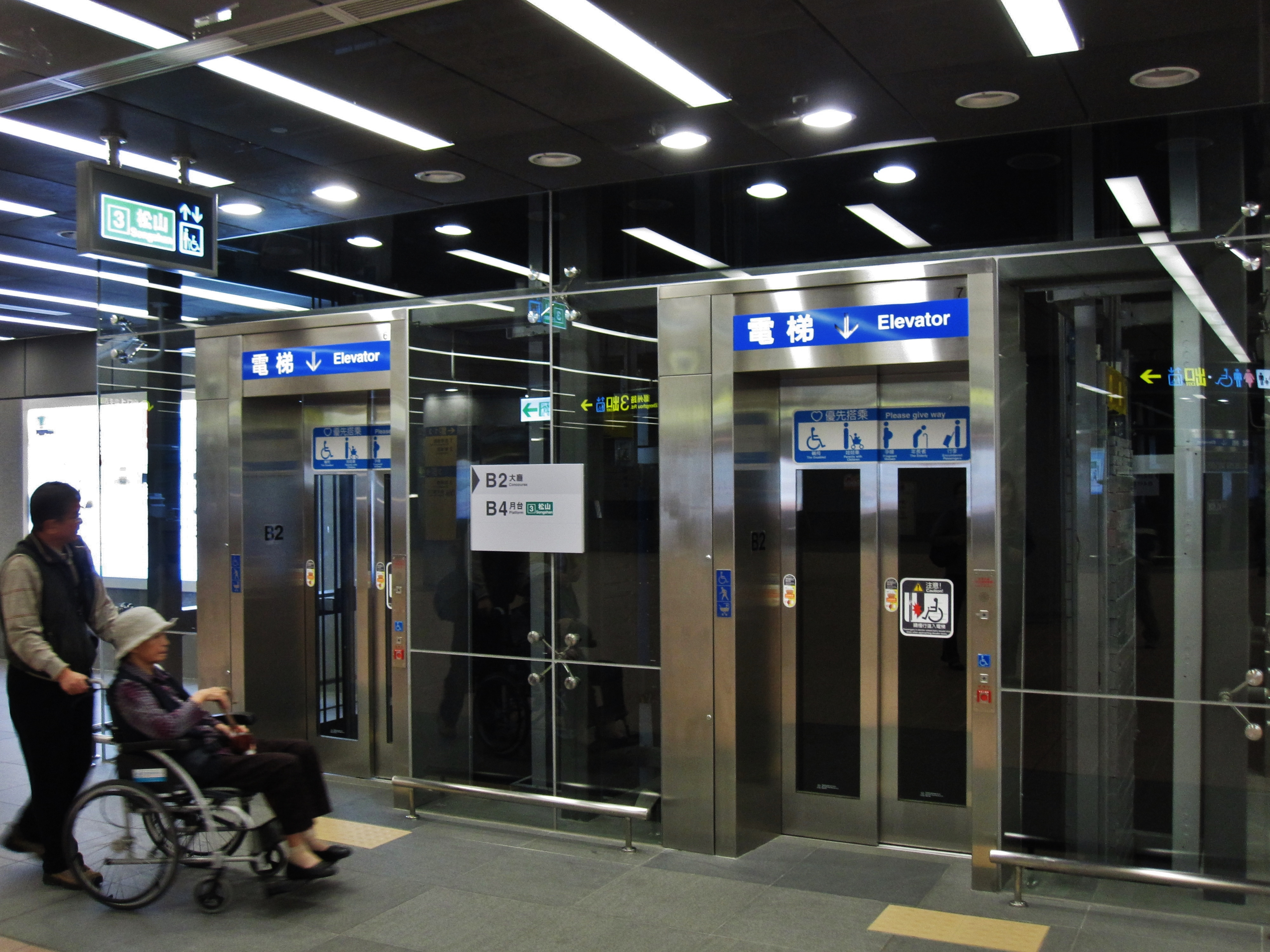
المصاعد في محطة مترو بيمين في تايبيه، تايوان، نوفمبر 2014.

المصاعد الزائدة عن الحاجة هي مصاعد إضافية تُركّب لضمان سهولة الوصول إلى المباني وأنظمة النقل العام في حال تعطل المصعد أو خضوعه للإصلاح. يصف صندوق التعليم والدفاع عن حقوق ذوي الإعاقة في الولايات المتحدة المصاعد الاحتياطية بأنها "أفضل ممارسة"، ويوصي جميع هيئات النقل "بالنظر في تركيب مصاعد احتياطية في جميع المحطات الرئيسية الحالية المزودة بمصاعد في القطارات السريعة والخفيفة وقطارات الركاب، وفي جميع محطات أمتراك المزودة بمصاعد".

## تشريع
الولايات المتحدة

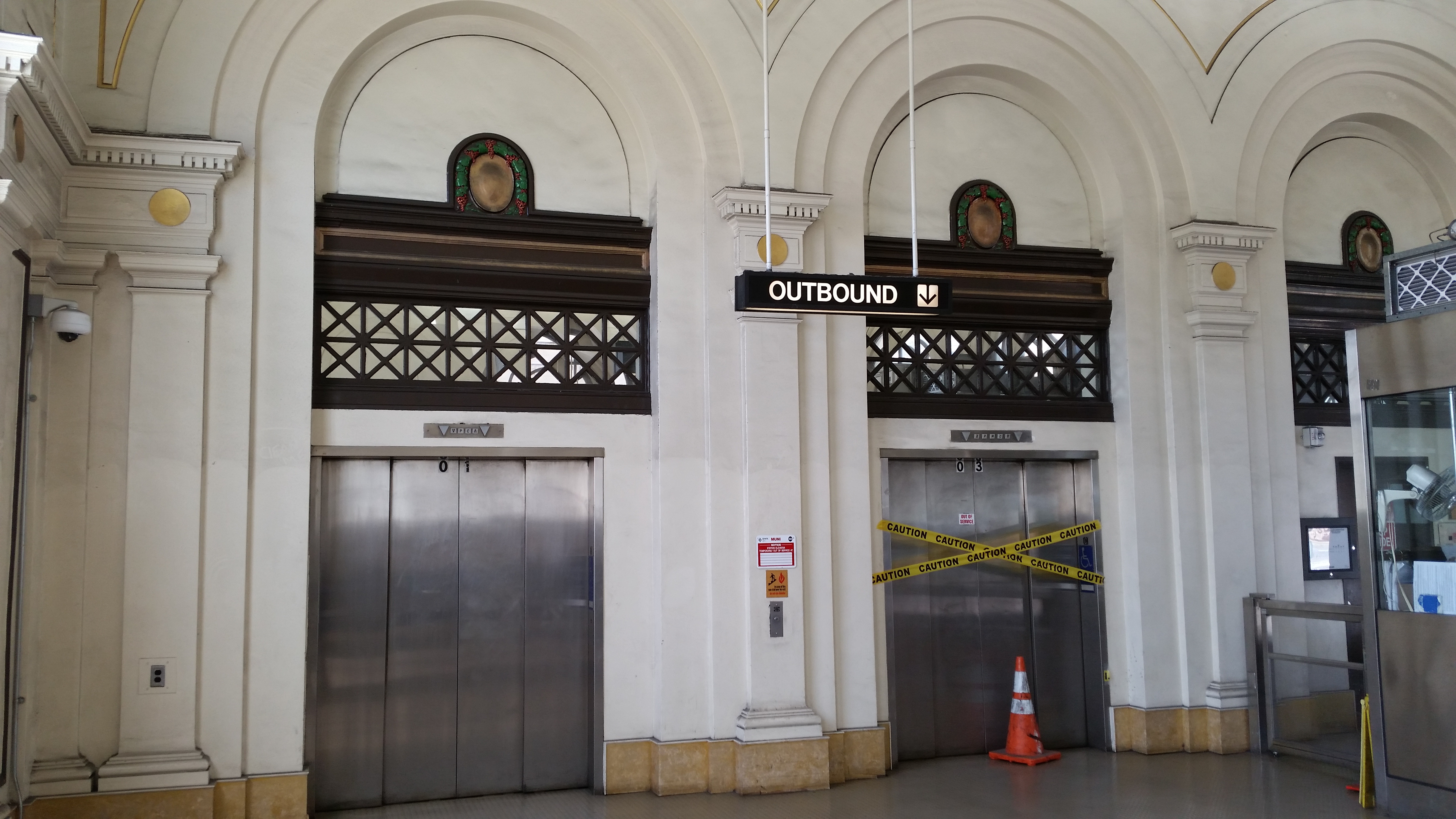
مصعد معطل في محطة فورست هيل في سان فرانسيسكو، يونيو 2017.

يشترط قانون الأمريكيين ذوي الإعاقة لعام 1990 استخدام المصاعد في المباني الجديدة والتعديلات في المرافق العامة والتجارية، مع بعض الاستثناءات. ومع ذلك، لا توجد أي متطلبات للمصاعد الاحتياطية.

## المصاعد الزائدة في وسائل النقل العام
كندا
أوتاو
التزمت هيئة النقل في أوتاوا بتثبيت مصاعد احتياطية في جميع محطات النقل والمحطات التي لا يمكن فيها توفير طرق بديلة يمكن الوصول إليها.
الولايات المتحدة
النقل السريع في منطقة الخليج

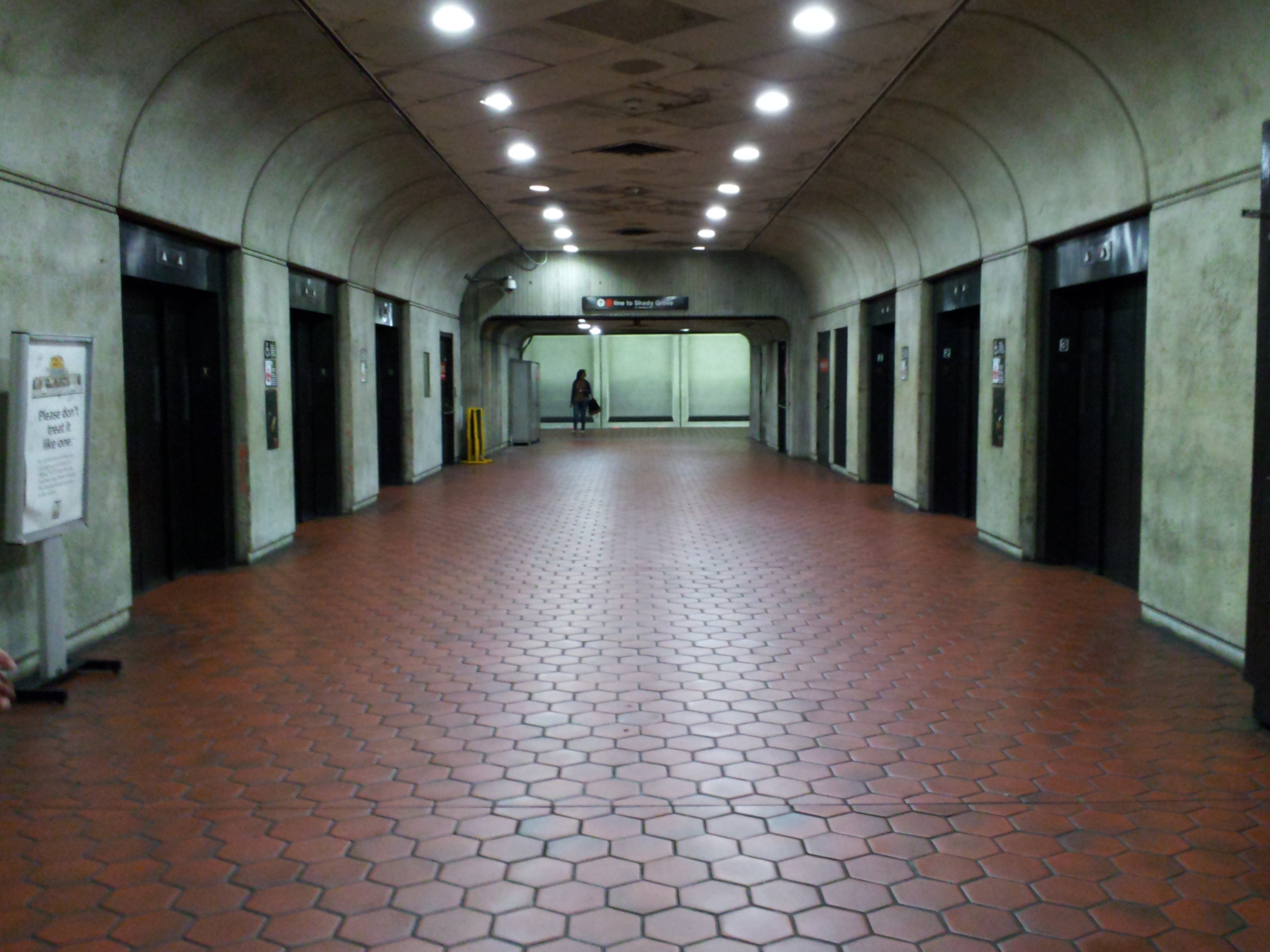
المصاعد في محطة فورست جلين في فورست جلين، ماريلاند، سبتمبر 2011.

جميع محطات النقل السريع في منطقة الخليج مزودة بمصاعد مُجهزة لذوي الاحتياجات الخاصة، إلا أن معظم المحطات تفتقر إلى مصاعد احتياطية. وقد التزمت هيئة النقل السريع في منطقة الخليج بزيادة عدد المصاعد الاحتياطية في نظامها.
وزارة النقل في ولاية كونيتيكت
تنص سياسة وزارة النقل في ولاية كونيتيكت على أنه في المحطات التي لا تحتوي على مصاعد احتياطية، يجب نشر لافتات بالقرب من جميع المصاعد تعرض رقم هاتف مراقب على مدار 24 ساعة يربط الراكب بخدمة سيارات الأجرة المتنقلة.
هيئة النقل في خليج ماساتشوستس
كجزء من اتفاقية عام 2006 بين هيئة النقل في خليج ماساتشوستس ومركز بوسطن للحياة المستقلة، وافقت الهيئة على تركيب مصاعد زائدة عن الحاجة في المحطات في نظامها.
هيئة النقل الحضرية
مترو واشنطن
منذ عام 2003، اشترطت هيئة مترو واشنطن تزويد جميع المحطات الجديدة بمصاعد احتياطية. واعتبارًا من عام 2025، ستكون جميع محطات مترو واشنطن مُجهزةً بكراسي متحركة، إلا أن غالبية المحطات تفتقر إلى مصاعد احتياطية. تحتوي 23 محطة من أصل 98 محطة على مصعد احتياطي واحد على الأقل، ومن المقرر تركيب مصاعد احتياطية في أربع محطات أخرى.